# Guillaume-Chrétien de Lamoignon de Malesherbes
Guillaume-Chrétien de Lamoignon de Malesherbes (ur. 6 grudnia 1721 w Paryżu, zm. 23 kwietnia 1794 tamże) – francuski polityk, mąż stanu, doradca i cenzor królewski. Znany ze swej przychylnej postawy wobec Encyklopedystów, a zwłaszcza Diderota, którego książki miał kiedyś zabrać do swego domu, by chronić go przed oskarżeniem o posiadanie wywrotowej literatury. Był obrońcą Ludwika XVI na procesie w 1792 roku.

## 1721–1770 cenzor
Urodzony w Paryżu jako syn sławnej rodziny prawniczej, również szybko wykazał zdolności na tym polu. Uczyniono go przewodniczącym cour des aides (sądu posiłkowego) parlamentu paryskiego w roku 1750, gdy jego ojciec, Guillaume de Lamoignon de Blancmesnil, został kanclerzem. Jedną z funkcji kanclerza było czuwanie nad cenzurą wydawniczą. Ojciec Malesherbesa często powierzał (1750–1768) ten obszar działalności synowi. Przez ten czas Malesherbes młodszy stał się bardziej politykiem niż prawnikiem. By skutecznie panować nad rynkiem wydawniczym zawarł znajomości z najsłynniejszymi pisarzami: Diderotem, Friedrichem Melchiorem, baronem von Grimm. Możliwe, że bez pomocy Malesherbesa Encyclopédie Diderota nie ukazałaby się.
4 lutego 1749 ożenił się z Françoise Thérèse Grimod de La Reynière (ok. 1730–1771), i miał z nią dwie córki:
- Antoinette-Thérèse-Marguerite de Lamoignon de Malesherbes (1756–1794), żonę markiza Louisa Le Peletier de Rosanbo (1747–1794) i matkę:
  - Aline Thérèse Le Peletier de Rosanbo (1771–1794), żony hrabiego Jeana-Baptiste de Chateaubriand (1759–1794), starszego brata François-René de Chateaubrianda
  - Louise-Madeleine Marguerite Le Peletier de Rosanbo (1771–1836), żony Henriego Clérela, hrabiego Tocqueville (1772–1856) i matkę m.in.:
    - Alexisa de Tocqueville (1805–1859)
- Françoise-Pauline de Lamoignon de Malesherbes (1758–1827), żonę barona Charles’a de Montboissier Beaufort Canillac (1750–1802)

## 1771–1791 polityk i uczony

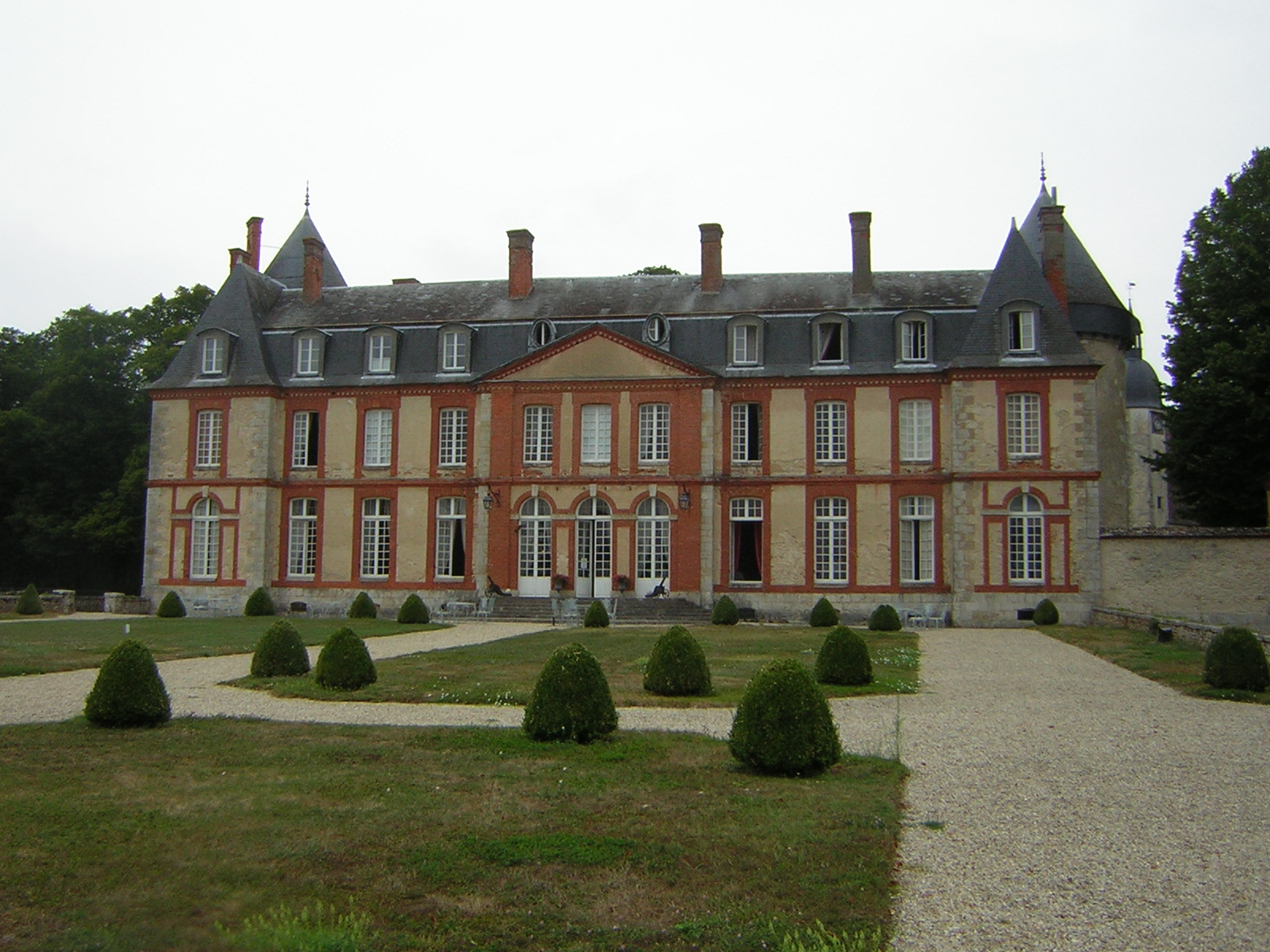
Château de Malesherbes

W roku 1771 droga jego kariery uległa zmianie. Parlamenty rozwiązano. Kanclerz Maupeou dążył do większej centralizacji administracyjnej i ograniczenia wpływów „szlachty urzędniczej” (noblesse de la robe). Malesherbes zdecydowanie się przeciwstawił tym zmianom i został natychmiast wygnany na prowincję do swej posiadłości rodowej w Malesherbes. Przywołał go z powrotem Ludwik XVI, który przywrócił parlamenty (co zazwyczaj historycy oceniają negatywnie) i uczynił Malesherbesa Ministrem Domu Królewskiego (ministre de la maison du roi) w roku 1775.
W roku 1776 zastąpił go na stanowisku Anne-Robert-Jacques Turgot. Malesherbes poświęcił ten wolny okres na podróże do Holandii, Szwajcarii i Niemiec. Podjął się następnie próby wpłynięcia na prawników królestwa by zaczęto uznawać małżeństwa zawarte w obrządku protestanckim.
W sporze, jaki przyrodnik Georges-Louis Leclerc, hrabia de Buffon wiódł z botanikami, wziął stronę tych ostatnich. Malesherbes miał wykształcenie przyrodnicze, od roku 1750 należał do Academie des sciences, został również członkiem Akademii Francuskiej.
W roku 1787 jeszcze przez kilka miesięcy sprawował urząd publiczny. Niespokojne lata poprzedzające rewolucję chciał przebyć w swym pałacyku.

## 1792–1794 kaźń
W grudniu 1792 roku dobrowolnie wrócił do Paryża, by wraz z dwoma innymi adwokatami (François Tronchet, Raymond Desèze) bronić króla przed Konwentem Narodowym. Skazanie króla było dlań bolesnym ciosem. Powrócił na prowincję po ogłoszeniu wyroku.
Malesherbes cieszył się we Francji szacunkiem nawet wśród prostych ludzi, dlatego rewolucjoniści początkowo dawali mu spokój, nawet gazeta Marata nie atakowała go, ponieważ nikt by nie uwierzył w oszczerstwa skierowane przeciw niemu. Jednak w grudniu roku 1793 został zaaresztowany wraz z córką Marguerite i jej mężem, wnuczką Aline i jej mężem. 23 kwietnia 1794 roku został zgilotynowany, wcześniej zgilotynowano członków jego rodziny (Marguerite i markiza de Rosanbo – 20 kwietnia, Aline i hrabiego Chateaubriand – 22 kwietnia). Malesherbes został przez rewolucjonistów zmuszony do oglądania ich egzekucji.